# Jérôme Napoléon Charles Bonaparte
Ne doit pas être confondu avec Jérôme Bonaparte ou Jérôme Napoléon (1957).
Jérôme Napoléon Charles Frédéric Bonaparte, prince de Montfort, né à Trieste le 24 août 1814 et mort à Florence le 12 mai 1847, est un prince et militaire wurtembergeois d'origine française.

## Biographie

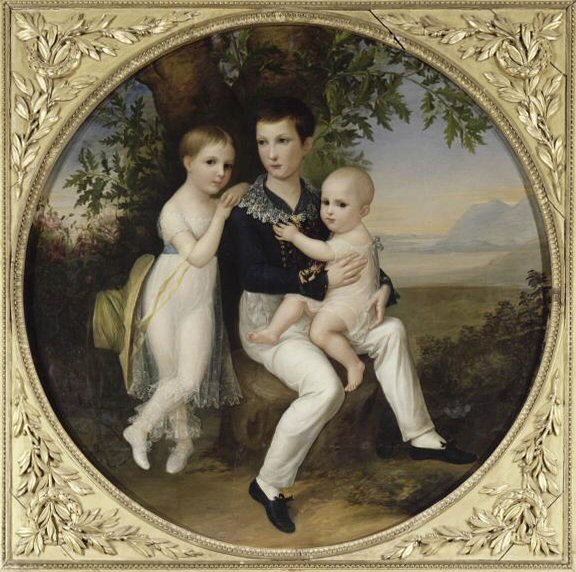
Jérôme Napoléon Charles tient sur ses genoux son petit frère, « Plon-Plon ». Sa sœur, Mathilde, est représentée à gauche. Tableau de Stapleaux, 1825 (Musée Fesch, Ajaccio).

Jérôme-Napoléon-Charles-Frédéric Bonaparte est le fils de Jérôme Bonaparte, ancien roi de Westphalie et plus jeune frère de Napoléon Ier, et de la princesse Catherine, fille du roi Frédéric Ier de Wurtemberg.

Son grand-père maternel ayant accordé à son père la qualité de « prince de Montfort » en 1816, Jérôme Napoléon Charles est également connu sous ce titre de courtoisie.
Sa famille ayant été exilée de France depuis la Seconde Restauration, c'est à la cour allemande de son oncle maternel, Guilaume Ier de Wurtemberg, que le jeune homme vécut à partir de 1832. Formé à l'académie militaire de Ludwigsburg, il intègra l'armée wurtembergeoise, au sein de laquelle il devint Hauptmann (capitaine) en 1834, major en 1840, puis colonel du 8e régiment de ligne.
Au début des années 1840, Jérôme Napoléon Charles accueillit à Stuttgart l'écrivain Charles-Victor Prévost d'Arlincourt, qui fit du jeune prince une description très enthousiaste : « Le prince Jérôme de Montfort, doué d'un beau visage et d'une physionomie gracieuse, est Français d'esprit et de cœur. Il ne parle et ne rêve que de la France. Il dit toujours nous en parlant des fils de la grande nation. Sa position à Stuttgart est brillante ; et pourtant il lui semble que la plus modeste habitation en France lui serait préférable au plus beau palais à l'étranger. Je lui parlai du passé de Napoléon ; il m'écoutait avec transport. Je lui parlai de l'avenir du duc de Bordeaux ; il m'écoutait avec intérêt. « — Gloire à jamais, me dit le prince, à qui rendra heureuse la France ! » C'était là aussi ma pensée. »
De santé fragile depuis l'enfance, le prince de Montfort souhaitait en 1845 prendre les eaux à Vernet-les-Bains, mais le gouvernement de Louis-Philippe lui refusa l'entrée sur le territoire français. Il mourut, sans descendance, à l'âge de 32 ans.